# M2-9
M2-9は、1947年にルドルフ・ミンコフスキーが発見した惑星状星雲である。へびつかい座の方角に約2100光年離れている。双極性星雲であり、中央の白色矮星から放出された2つのローブからなる、チョウの羽に似た奇妙な形をしている。ローブは、極からの宇宙ジェットによって形成されたと考えられているため、Twin Jet Nebulaという別名を持つ。この星雲は、1990年代にハッブル宇宙望遠鏡によって撮影された。
M2-9は、星雲の中心にある連星の最後の姿であると考えられている。主星は、主系列星の進化の終わりに訪れる熱い核であり、外層のほとんどを吹き飛ばして赤色巨星になり、現在は収縮して白色矮星となっている。かつては太陽に似た恒星であったと考えられている。伴星は、主星の非常に近くを公転し、恐らく既に拡大する主星の恒星大気に飲み込まれて、この相互作用が恐らく結果として星雲を形成した。1つの恒星の重力がもう1つの恒星の表面からガスの一部を引っ張り、薄く濃密な円盤を満たしていると考えられている。このような円盤は、M2-9のジェットを噴出したような外見をうまく説明できる。
星雲は、周囲の円盤を吹き飛ばす速い恒星風のため、劇的に膨張し、円盤に垂直な翼を持った砂時計型を呈している。この翼のため、チョウのようにも見える。外殻は、約1200歳であると見積もられている(Schwarz et al. 1997)。